# Ribes alpinum
Ribes alpinum là một loài thực vật có hoa trong họ Grossulariaceae. Loài này được L. miêu tả khoa học đầu tiên năm 1753.